# OPAC
Een Online Public Access Catalog (OPAC), ook wel iPAC, voor Internet/Intranet Public Access Catalog, is een online ontsluiting van de catalogus en/of de thesaurus van een bibliotheek.
Bibliotheekmedewerkers en het publiek hebben gewoonlijk toegang via computers in de bibliotheek of thuis (of waar dan ook) via het Internet. Sinds het midden van de jaren tachtig hebben OPAC's de kaartencatalogus in de meeste bibliotheken vervangen. Sinds het midden van de jaren negentig worden de meeste karakter-gebaseerde OPAC-interfaces vervangen door web-gebaseerde interfaces. OPAC's maken vaak deel uit van een geïntegreerd bibliotheeksysteem.
In zijn eenvoudigste vorm kan een OPAC bestaan uit niets meer dan een simpele index van de bibliografische data die in een systeem zijn gecatalogiseerd. Complexere OPAC's bieden een keur aan zoekmogelijkheden over verschillende indices, integreren multimediacontent (boekomslagen, videoclips enz.) en bieden interactieve mogelijkheden voor lenen en verlengen.
De meeste geïntegreerde bibliotheeksystemen bieden een browser-gebaseerde OPAC-module (ook wel iPAC-module) standaard aan of als keuzemogelijkheid. OPAC-modules maken gebruik van grafische gebruikersinterface-bestanddelen om de gebruiker eenvoudig toegang te bieden tot de zoekmogelijkheden van de catalogus en de thesaurus en om de weergave of de uitvoer van resultaten mogelijk te maken.

## Kenmerken
Een goede OPAC moet aan de volgende voorwaarden voldoen:
- de OPAC is eenvoudig te gebruiken; de doelgroep is immers de gewone (internet-)gebruiker en niet alleen de gespecialiseerde bibliothecaris;
- de OPAC is snel en geeft resultaten binnen enkele seconden;
- de OPAC is goed toegankelijk voor gebruikers met handicaps; dit betekent dat de webpagina's volledig bruikbaar zijn met alleen een toetsenbord en (voor blinde gebruikers) geschikt zijn voor schermlezers;
- de OPAC is bruikbaar met alle relevante webbrowsers, in ieder geval met Firefox, Internet Explorer, Opera en Safari;
- de OPAC-zoekfunctie geeft relevante resultaten; dit lijkt vanzelfsprekend, maar is in de praktijk een zwak punt van veel OPAC-leveranciers;
- de OPAC biedt de gebruiker geavanceerde mogelijkheden, zoals een bedoelde u...-functie, wanneer een zoekopdracht te weinig resultaten geeft, of zoals de optie tot fuzzy zoeken;
- de OPAC-applicatie bindt de bibliotheek niet aan één bepaald besturingssysteem; idealiter is de OPAC een opensourceapplicatie.